# Nuoto ai campionati mondiali di nuoto 2011 - 400 metri stile libero maschili
La specialità dei 400 metri stile libero maschili ai campionati mondiali di nuoto 2011 si è svolta presso lo Shanghai Oriental Sports Center di Shanghai, in Cina.
Le qualifiche per finale si sono svolte la mattina del 24 luglio 2011, mentre la finale si è svolta la sera dello stesso giorno.

## Medaglie
| Posizione | Atleta          | Paese         |
| --------- | --------------- | ------------- |
| Oro       | Park Tae-Hwan   | Corea del Sud |
| Argento   | Sun Yang        | Cina          |
| Bronzo    | Paul Biedermann | Germania      |

## Record
Prima della manifestazione il record del mondo (WR) e il record dei campionati (CR) erano i seguenti.
| Record mondiale       | 3'40"07 | Paul Biedermann Germania | 26 luglio 2009 Roma, Italia |
| Record dei campionati | 3'40"07 | Paul Biedermann Germania | 26 luglio 2009 Roma, Italia |

Nel corso della competizione non sono stati migliorati record.

## Batterie
| Pos. | Atleta                    | Nazionalità        | Tempo   | Batteria | Corsia | Note |
| ---- | ------------------------- | ------------------ | ------- | -------- | ------ | ---- |
| 1    | Yang Sun                  | Cina               | 3:44.87 | 7        | 4      |      |
| 2    | Peter Vanderkaay          | Stati Uniti        | 3:45.02 | 5        | 3      |      |
| 3    | Paul Biedermann           | Germania           | 3:45.18 | 5        | 5      |      |
| 4    | Oussama Mellouli          | Tunisia            | 3:45.90 | 6        | 5      |      |
| 5    | Sébastien Rouault         | Francia            | 3:46.20 | 6        | 6      |      |
| 6    | Yannick Agnel             | Francia            | 3:46.72 | 5        | 4      |      |
| 7    | Tae Hwan Park             | Corea del Sud      | 3:46.74 | 6        | 4      |      |
| 8    | Ryan Cochrane             | Canada             | 3:46.88 | 6        | 3      |      |
| 9    | Samuel Pizzetti           | Italia             | 3:47.12 | 7        | 6      |      |
| 10   | Gergő Kis                 | Ungheria           | 3:47.26 | 6        | 2      |      |
| 11   | Jun Dai                   | Cina               | 3:47.58 | 6        | 1      |      |
| 12   | Mads Glæsner              | Danimarca          | 3:48.41 | 7        | 1      |      |
| 13   | Ryan Napoleon             | Australia          | 3:48.54 | 7        | 5      |      |
| 14   | Charles Houchin           | Stati Uniti        | 3:48.80 | 5        | 6      |      |
| 15   | David Carry               | Regno Unito        | 3:48.89 | 5        | 1      |      |
| 16   | Heerden Herman            | Sudafrica          | 3:49.55 | 5        | 8      |      |
| 17   | Sho Uchida                | Giappone           | 3:49.70 | 7        | 8      |      |
| 18   | Robert Renwick            | Regno Unito        | 3:49.91 | 7        | 7      |      |
| 19   | Thomas Fraserholmes       | Australia          | 3:50.71 | 7        | 3      |      |
| 20   | Juan Martin Pereyra       | Argentina          | 3:51.03 | 4        | 2      |      |
| 21   | Clemens Rapp              | Germania           | 3:51.07 | 7        | 2      |      |
| 22   | Dominik Meichtry          | Svizzera           | 3:51.32 | 5        | 7      |      |
| 23   | Cristian Quintero         | Venezuela          | 3:52.73 | 4        | 1      |      |
| 24   | Nikita Lobintsev          | Russia             | 3:53.52 | 5        | 2      |      |
| 25   | David Brandl              | Austria            | 3:54.73 | 4        | 5      |      |
| 26   | Velimir Stjepanović       | Serbia             | 3:54.87 | 4        | 3      |      |
| 27   | Sergiy Frolov             | Ucraina            | 3:55.01 | 6        | 8      |      |
| 28   | Mohamed Farhoud           | Egitto             | 3:55.32 | 3        | 3      |      |
| 29   | Mateo De Angulo           | Colombia           | 3:55.92 | 4        | 7      |      |
| 30   | Dylan Dunlopbarrett       | Nuova Zelanda      | 3:56.04 | 4        | 4      |      |
| 31   | Mateusz Sawrymowicz       | Polonia            | 3:56.22 | 4        | 6      |      |
| 32   | Raúl Martínez             | Porto Rico         | 3:58.35 | 4        | 8      |      |
| 33   | Sobitjon Amilov           | Uzbekistan         | 3:59.01 | 3        | 2      |      |
| 34   | Mario Montoya             | Costa Rica         | 4:00.88 | 3        | 6      |      |
| 35   | Sebastian Jahnsen         | Perù               | 4:00.93 | 3        | 5      |      |
| 36   | Irakli Revishvili         | Georgia            | 4:02.97 | 3        | 4      |      |
| 37   | Pavol Jelenak             | Slovacchia         | 4:03.82 | 3        | 7      |      |
| 38   | Emanuele Nicolini         | San Marino         | 4:04.38 | 3        | 8      |      |
| 39   | Allan Gutierrez           | Honduras           | 4:06.56 | 2        | 4      |      |
| 40   | Nicholas Schwab           | Rep. Dominicana    | 4:08.40 | 3        | 1      |      |
| 40   | Ahmed Mathlouthi          | Tunisia            | 4:08.40 | 6        | 7      |      |
| 42   | Matthew Abeysinghe        | Sri Lanka          | 4:09.45 | 2        | 3      |      |
| 43   | Iacovos Hadjiconstantinou | Cipro              | 4:13.53 | 2        | 5      |      |
| 44   | Gebrel Ahmed              | Palestina          | 4:18.40 | 2        | 6      |      |
| 45   | Douglas Miller            | Figi               | 4:20.74 | 2        | 7      |      |
| 46   | Heimanu Sichan            | Polinesia francese | 4:21.24 | 2        | 2      |      |
| 47   | Anderson Lim              | Brunei             | 4:34.95 | 1        | 4      |      |
| 48   | Ryan Govinden             | Seychelles         | 4:55.10 | 1        | 5      |      |
| 49   | Chamraen Youri Maximov    | Cambogia           | 4:55.35 | 1        | 3      |      |

## Finale
| Pos. | Atleta            | Nazionalità   | Corsia | Tempo   | Note |
| ---- | ----------------- | ------------- | ------ | ------- | ---- |
|      | Park Tae-Hwan     | Corea del Sud | 1      | 3:42.04 |      |
|      | Sun Yang          | Cina          | 4      | 3:43.24 |      |
|      | Paul Biedermann   | Germania      | 3      | 3:44.14 |      |
| 4    | Peter Vanderkaay  | Stati Uniti   | 5      | 3:44.83 |      |
| 5    | Ryan Cochrane     | Canada        | 8      | 3:45.17 |      |
| 6    | Yannick Agnel     | Francia       | 7      | 3:45.24 |      |
| 7    | Oussama Mellouli  | Tunisia       | 6      | 3:45.31 |      |
| 8    | Sébastien Rouault | Francia       | 2      | 3:47.66 |      |